# Записки Черниговского губернского статистического комитета
«Запи́ски Черни́говского губе́рнского статисти́ческого комите́та» — сборник, выходивший в Чернигове в 1866 и 1868 годах.

## История
Сборник трудов Черниговского губернского статистического комитета выходил в Чернигове нерегулярно в 1866 и 1868 году. Всего было выпущено 3 тома.
В издании собраны статистические материалы, статьи по истории украинского крестьянства, экономические и этнографические очерки.